# Eiphosoma nigrum
Eiphosoma nigrum är en stekelart som först beskrevs av Szepligeti 1906.  Eiphosoma nigrum ingår i släktet Eiphosoma och familjen brokparasitsteklar. Inga underarter finns listade i Catalogue of Life.